# Фабіан Делф
Фа́біан Делф (англ. Fabian Delph; нар. 21 листопада 1989, Бредфорд) — колишній англійський професійний футболіст, який грав на позиції центрального  півзахисника або лівого захисника.

## Клубна кар'єра
Народився 21 листопада 1989 року в місті Бредфорд. Вихованець футбольної школи клубу «Лідс Юнайтед». Дорослу футбольну кар'єру розпочав 2006 року в основній команді того ж клубу, в якій провів три сезони, взявши участь у 44 матчах чемпіонату. При цьому регулярно виходив на поле лише в останньому з них, сезоні 2008/09, який команда з Лідса проводила у третьому англійському дивізіоні.
Своєю грою за цю команду привернув увагу представників тренерського штабу клубу «Астон Вілла» з Прем'єр-ліги, до складу якого приєднався 2009 року. Відразу стати основним гравцем у команді з Бірмінгема не вдалося і протягом наступних двох з половиною сезонів з'являвся на полі епізодично. Провівши першу половину 2012 року в оренді у рідному «Лідс Юнайтед», повернувся до «Астон Вілли», де почав отримувати більше ігрового часу. Протягом наступних трьох сезонів став ключовим півзахисником бірмінгемської команди.
У липні 2015 року за 8 мільйонів фунтів перейшов до «Манчестер Сіті», з яким уклав п'ятирічний контракт. Протягом перших двох сезонів у Манчестері був здебільшого резервним гравцем. А з початком сезону 2017/18 почав регулярно виходити в основному складі, закривши проблемну позицію лівого захисника на час відновлення основного гравця на цій позиції, Бенжамена Менді. Загалом протягом того сезону, в якому «Ман Сіті» тріумфував у Кубку Футбольної ліги і чемпіонаті, взяв участь у 29 матчах, включаючи 22 гри першості.
Влітку 2019 року Фабіан Делф покинув «Манчестер Сіті» і перейшов до «Евертону».

## Виступи за збірні
2008 року взяв участь у 2 іграх у складі юнацької збірної Англії.
Протягом 2008–2010 років залучався до складу молодіжної збірної Англії. На молодіжному рівні зіграв у 5 офіційних матчах.
2014 року дебютував в офіційних матчах у складі національної збірної Англії. До кінця 2015 року досить регулярно викликався на її матчі, проте з переходом до «Манчестер Сіті» і втратою постійної ігрової практики у клубі, втратив і місце у збірній.
Після успіху його клубу в сезоні 2017/18, до якого долучився й Делф, знову привернув до себе увагу тренерів національної команди й 16 травня 2018 року був включений до її заявки на чемпіонат світу 2018.

## Статистика виступів

### Статистика клубних виступів
Станом на 20 серпня 2019 року
| Сезон                      | Команда                    | Чемпіонат                  | Чемпіонат | Чемпіонат | Національний кубок | Національний кубок | Національний кубок | Континентальні кубки | Континентальні кубки | Континентальні кубки | Інші змагання | Інші змагання | Інші змагання | Усього | Усього |
| Сезон                      | Команда                    | Ліга                       | Ігор      | Голів     | Ліга               | Ігор               | Голів              | Ліга                 | Ігор                 | Голів                | Ліга          | Ігор          | Голів         | Ігор   | Голів  |
| -------------------------- | -------------------------- | -------------------------- | --------- | --------- | ------------------ | ------------------ | ------------------ | -------------------- | -------------------- | -------------------- | ------------- | ------------- | ------------- | ------ | ------ |
| 2006–07                    | «Лідс Юнайтед»             | ЧФЛ                        | 1         | 0         | КА+КЛ              | 0+0                | 0                  | -                    | -                    | -                    | -             | -             | -             | 1      | 0      |
| 2007–08                    | «Лідс Юнайтед»             | ФЛ1                        | 1         | 0         | КА+КЛ              | 0+1                | 0                  | -                    | -                    | -                    | -             | -             | -             | 2      | 0      |
| 2008–09                    | «Лідс Юнайтед»             | ФЛ1                        | 42+2      | 6         | КА+КЛ              | 2+4                | 0                  | -                    | -                    | -                    | -             | -             | -             | 50     | 6      |
| 2009–10                    | «Астон Вілла»              | ПЛ                         | 8         | 0         | КА+КЛ              | 4+2                | 1+0                | ЛЄ                   | 1                    | 0                    | -             | -             | -             | 15     | 1      |
| 2010–11                    | «Астон Вілла»              | ПЛ                         | 7         | 0         | КА+КЛ              | 1+0                | 0                  | ЛЄ                   | 0                    | 0                    | -             | -             | -             | 8      | 0      |
| 2011–12                    | «Астон Вілла»              | ПЛ                         | 11        | 0         | КА+КЛ              | 0+0                | 0                  | -                    | -                    | -                    | -             | -             | -             | 11     | 0      |
| січ.-лют. 2012             | «Лідс Юнайтед»             | ЧФЛ                        | 5         | 0         | КА+КЛ              | 0+0                | 0                  | -                    | -                    | -                    | -             | -             | -             | 5      | 0      |
| Усього за «Лідс Юнайтед»   | Усього за «Лідс Юнайтед»   | Усього за «Лідс Юнайтед»   | 51        | 6         |                    | 7                  | 0                  |                      | -                    | -                    |               | -             | -             | 58     | 6      |
| 2012–13                    | «Астон Вілла»              | ПЛ                         | 24        | 0         | КА+КЛ              | 2+6                | 0+1                | -                    | -                    | -                    | -             | -             | -             | 32     | 1      |
| 2013–14                    | «Астон Вілла»              | ПЛ                         | 34        | 3         | КА+КЛ              | 1+1                | 0+1                | -                    | -                    | -                    | -             | -             | -             | 36     | 4      |
| 2014–15                    | «Астон Вілла»              | ПЛ                         | 28        | 0         | КА+КЛ              | 4+0                | 2+0                | -                    | -                    | -                    | -             | -             | -             | 32     | 2      |
| Усього за «Астон Віллу»    | Усього за «Астон Віллу»    | Усього за «Астон Віллу»    | 112       | 3         |                    | 21                 | 5                  |                      | 1                    | 0                    |               | -             | -             | 134    | 8      |
| 2015–16                    | «Манчестер Сіті»           | ПЛ                         | 17        | 2         | КА+КЛ              | 2+3                | 0                  | ЛЧ                   | 5                    | 0                    | -             | -             | -             | 27     | 2      |
| 2016–17                    | «Манчестер Сіті»           | ПЛ                         | 7         | 1         | КА+КЛ              | 5+0                | 0                  | ЛЧ                   | 1                    | 1                    | -             | -             | -             | 13     | 2      |
| 2017–18                    | «Манчестер Сіті»           | ПЛ                         | 22        | 1         | КА+КЛ              | 1+1                | 0                  | ЛЧ                   | 5                    | 0                    | -             | -             | -             | 29     | 1      |
| 2018–19                    | «Манчестер Сіті»           | ПЛ                         | 11        | 0         | КА+КЛ              | 1+2                | 0                  | ЛЧ                   | 6                    | 0                    | СК            | 0             | 0             | 20     | 0      |
| Усього за «Манчестер Сіті» | Усього за «Манчестер Сіті» | Усього за «Манчестер Сіті» | 57        | 4         |                    | 15                 | 0                  |                      | 17                   | 1                    |               | 0             | 0             | 89     | 5      |
| Усього за кар'єру          | Усього за кар'єру          | Усього за кар'єру          | 218+2     | 13        |                    | 43                 | 5                  |                      | 17                   | 1                    |               | 0             | 0             | 280    | 19     |

### Статистика виступів за збірну
Станом на 8 червня 2018 року
| Дата       | Місто           | Господарі  | Результат               | Гості      | Турнір                                         | Голи | Примітки |
| ---------- | --------------- | ---------- | ----------------------- | ---------- | ---------------------------------------------- | ---- | -------- |
| 3-9-2014   | Лондон          | Англія     | 1 – 0                   | Норвегія   | товариський матч                               | -    | 69'      |
| 8-9-2014   | Базель          | Швейцарія  | 0 – 2                   | Англія     | Відбір до ЧЄ 2016                              | -    | 9'       |
| 12-10-2014 | Таллінн         | Естонія    | 0 – 1                   | Англія     | Відбір до ЧЄ 2016                              | -    | 61'      |
| 27-3-2015  | Лондон          | Англія     | 4 – 0                   | Литва      | Відбір до ЧЄ 2016                              | -    |          |
| 31-3-2015  | Турин           | Італія     | 1 – 1                   | Англія     | товариський матч                               | -    | 70'      |
| 14-6-2015  | Любляна         | Словенія   | 2 – 3                   | Англія     | Відбір до ЧЄ 2016                              | -    | 85'      |
| 5-9-2015   | Серраваллє      | Сан-Марино | 0 – 6                   | Англія     | Відбір до ЧЄ 2016                              | -    | 58'      |
| 8-9-2015   | Лондон          | Англія     | 2 – 0                   | Швейцарія  | Відбір до ЧЄ 2016                              | -    | 3'       |
| 13-11-2015 | Аліканте        | Іспанія    | 2 – 0                   | Англія     | товариський матч                               | -    | 63'      |
| 2-6-2018   | Лондон          | Англія     | 2 – 1                   | Нігерія    | товариський матч                               | -    | 81'      |
| 7-6-2018   | Лідс            | Англія     | 2 – 0                   | Коста-Рика | товариський матч                               | -    |          |
| 24-6-2018  | Нижній Новгород | Англія     | 6 – 1                   | Панама     | ЧС 2018 - груповий етап                        | -    | 63'      |
| 28-6-2018  | Калінінград     | Англія     | 0 – 1                   | Бельгія    | ЧС 2018 - груповий етап                        | -    |          |
| 7-7-2018   | Самара (місто)  | Швеція     | 0 – 2                   | Англія     | ЧС 2018 - чвертьфінал                          | -    | 76'      |
| 14-7-2018  | Санкт-Петербург | Бельгія    | 2 – 0                   | Англія     | ЧС 2018 - матч за 3-тє місце                   | -    |          |
| 11-9-2018  | Лестер          | Англія     | 1 – 0                   | Швейцарія  | товариський матч                               | -    | 68'      |
| 15-11-2018 | Лондон          | Англія     | 3 – 0                   | США        | товариський матч                               | -    | кап.     |
| 18-11-2018 | Лондон          | Англія     | 2 – 1                   | Хорватія   | Ліга націй УЄФА 2018-2019 - 1-й тур            | -    | 73'      |
| 6-6-2019   | Гімарайнш       | Нідерланди | 3 – 1 д.ч.              | Англія     | Ліга націй УЄФА 2018-2019 - півфінал           | -    | 77'      |
| 9-6-2019   | Гімарайнш       | Швейцарія  | 0 – 0 д.ч. (5 – 6 п.п.) | Англія     | Ліга націй УЄФА 2018-2019 - матч за 3-тє місце | -    | 106'     |
| Усього     |                 | Матчів     | 11                      |            | Голів                                          | 0    |          |

## Досягнення
- Володар Кубка Футбольної ліги (3):

«Манчестер Сіті»: 2015-16, 2017-18, 2018-19
- Чемпіон Англії (2):

«Манчестер Сіті»: 2017-18, 2018-19
- Володар Суперкубка Англії (1):

«Манчестер Сіті»: 2018
- Володар Кубка Англії (1):

«Манчестер Сіті»: 2018-19